# Tityus rusmelyae
Espèce
Tityus rusmelyae est une espèce de scorpions de la famille des Buthidae.

## Distribution
Cette espèce est endémique de l'État de Lara au Venezuela. Elle se rencontre vers Morán.

## Description
Le mâle holotype mesure 55,28 mm et la femelle paratype 51,98 mm.

## Étymologie
Cette espèce est nommée en l'honneur de Rusmely López.

## Publication originale
- González-Sponga, D'Suze & Sevcik, 2001 : « Venezuelan arachnids. Two new species of the Tityus genus (Scorpionida: Buthidae) and the chromatographic profile of venom as a possible taxonomical tool. » Journal of Venomous Animals and Toxins, vol. 7, no 2, p. 219-239.